# José Luis Rubio de Francia
José Luis Rubio de Francia (Miedes de Aragón, 17 de noviembre de 1949 – Madrid, 6 de febrero de 1988) fue un matemático español.

## Biografía
Nacido en Miedes, su familia pronto se trasladó a Zaragoza. Era hijo de un profesor de matemáticas y estuvo vinculado a la disciplina desde la adolescencia. De 1966 a 1974 estudió en la universidad de Zaragoza, donde terminó doctorándose en análisis de Fourier bajo la supervisión de Luis Vigil y Vázquez. Siguiendo sobre los pasos de su maestro se convirtió en un experto en análisis armónico abstracto, haciendo importantes aportaciones sobre la convergencia de las series de Fourier.
Tras su tesis pasó dos años en la Universidad de Princeton, profundizando en el campo bajo Elias Stein. También conoció el trabajo de Córdoba Barba y Fefferman sobre desigualdades con pesos que sería otra gran influencia en su obra. Continuó su carrera en España con un breve periodo en la Universidad Complutense, dos años más en la de Zaragoza y finalmente una plaza de profesor en la Universidad Autónoma de Madrid. Prosiguió en estos puestos su trabajo sobre análisis de Fourier, desarrollando las ideas de Marcel Riesz, Bernard Maurey, Carleson-Hunt y Calderón–Zygmund. Otra notable influencia fue la conferencia de análisis armónico de 1978 donde conoció el teorema de Nikhisin, del que poco después logró una demostración más simple.
Un notable logro de su trabajo fue demostrar que se podían obtener desigualdades con peso desde desigualdades vectoriales, invirtiendo el problema habitual en la teoría de Littlewood–Paley, donde resolvió problemas de pesos de Muckenhoupt en lo que se ha llamado algoritmo Rubio de Francia. Ello le permitió también desarrollar otra elegante demostración del teorema de pesos de Jones y acuñar el teorema de extrapolación de Rubio de Francia. Logró igualmente probar la desigualdad de Littlewood–Paley, (llamada por ello a veces de Littlewood–Paley–Rubio de Francia), lo que abrió una línea de investigación sobre integrales singulares que continuó con sus alumnos.
Fue el supervisor doctoral de otros matemáticos españoles como Javier Duoandikoetxea, que continuó el desarrollo de teorías que Rubio de Francia había aprendido en Princeton. Rubio de Francia llegó a ser conocido como una de las principales referencias de las matemáticas en España y ganó el premio de la Real Academia de Ciencias de Madrid. Muerto a temprana edad por una enfermedad, diversas sociedades académicas y científicas le rinden homenaje o tienen premios en su honor, así como una calle en Zaragoza.